# 吉安·卡罗·威克

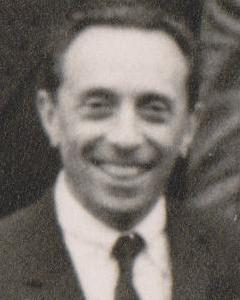
吉安·卡罗·威克（1963年）

吉安·卡羅·威克（義大利語：Gian Carlo Wick，1909年10月15日—1992年4月20日），義大利理論物理學家。威克對量子場論有重要貢獻，威克轉動、威克收縮（Wick contraction）、威克定理（Wick's theorem）與威克乘積（Wick product）即以他命名。

## 生活
威克的父親是一位化學工程師，他的母親芭芭拉·阿拉森（1877年至1968年），是一位義大利著名作家和反法西斯主義者。 他的祖父曾從瑞士移居到義大利，他的祖母是來自奧地利。1930年，他在都靈因研究金屬的電子理論而得到博士學位，之後前往哥廷根和萊比錫學習物理。他獲悉有位名叫維爾納·海森堡的教授。 海森堡喜歡這位年輕的義大利理論家，他們在古典音樂有著共同的興趣，威克永遠不會忘記他對待他的喜愛。每週一次，海森堡邀請威克和其他學生晚上到他家精神對話和打乒乓球。回到都靈，他於1932年在羅馬成為恩里科·費米的助手。1937年他在巴勒莫成為理論物理教授，然後在帕多瓦，在1940年，他回到羅馬，並成為理論物理講座教授。1946年，他跟隨費米到美國，首先到聖母大學，然後是柏克萊大學。1951年，由於他拒絕麥卡錫時代的忠誠宣誓（他從他母親繼承了強烈的自由主義觀點），他離開柏克萊大學，去了在匹茲堡的卡內基理工學院，他待在那裡，直到1957年，中途還去了普林斯顿高等研究院和在日內瓦的歐洲核子研究組織。1957年他成為布魯克海文國家實驗室理論部的領袖。1965年，他成為紐約哥倫比亞大學的終身教授，並與李政道合作，他從哥倫比亞大學退休後，他曾在比薩高等師範學校任教。
1967年他獲得了丹尼·海涅曼數學物理獎。在1968年，他收到的第一批埃托雷馬約喇納獎。 他是美國國家科學院和義大利猞猁之眼國家科學院的成員。
威克是一個熱衷於登山的運動員。他結過兩次婚而且有兩個兒子。

## 工作
作為一個在羅馬的費米小組的成員，威克用群論理論計算出氫分子的磁矩。他將費米的貝塔衰變理論拓展到正子放射及電子捕捉，也解釋了力作用範圍及其傳導粒子質量的關係。他也曾研究過中子在物質中如何減速。
在美國時期，威克在量子場論上做出了基礎性的貢獻，像是1950年的维克定理可將量子場論裡的計算表為正規序的乘積，從而導出費曼規則。他也引入了威克旋轉，將四維歐幾里得空間的解代入虛數時間以得到閔考斯基時空的解。